# Solenopsis insculpta
Solenopsis insculpta är en myrart som beskrevs av Clark 1938. Solenopsis insculpta ingår i släktet eldmyror, och familjen myror. Inga underarter finns listade i Catalogue of Life.